# Orientační systém
Orientační systém zahrnuje nejrůznější cedule a štítky. Můžeme se setkat s vnitřními i venkovními systémy. Mezi ty nejznámější patří dopravní a turistické značky, označování domů pomocí orientačních čísel, dále také značení v budovách ve formě různých směrovek a piktogramů. Orientační systémy pomáhají při navigaci a zvyšují informovanost.

## Rozdělení orientačních systémů
Orientační systémy se z nejobecnějšího hlediska členění na vnitřní a venkovní. Další dělení může být na základě jejich využití. Používají se v hotelích, penzionech a dalších ubytovacích zařízeních. Dále se s nimi můžeme setkat v kancelářích a v administrativních budovách. Pracuje se s nimi rovněž ve zdravotnictví, školství a v celé řadě soukromých i veřejných objektů. Ačkoliv si jejich význam běžně neuvědomujeme, jsou pro nás nezbytnými doplňky.

## Materiály pro výrobu orientačních systémů
Pro výrobu orientačních systémů se využívá PVC, plexisklo, sklo nebo dřevo. Použití materiálu je závislé na podmínkách, kterým bude orientační systém vystavován. Jiné materiály jsou vhodné pro venkovní a jiné pro vnitřní prostředí. Klade se důraz zejména na odolnost a dlouhou životnost. U orientačních systémů je potřeba dbát na celkové provedení, které musí být jasné a srozumitelné. Jedině tak bude systém plnit svou funkci správně.

## Piktogramy
Piktogramy jsou speciálním typem orientačních systémů. Jedná se o grafické znaky, které znázorňují určité sdělení nebo pojem. V budovách značí například toalety, nouzový východ, bezbariérový přístup, zákaz kouření apod. Ačkoliv používání piktogramů není nijak standardizováno, je nutné využívat obecně známé a zažité značky, kterým rozumí široká veřejnost.